# 생강차

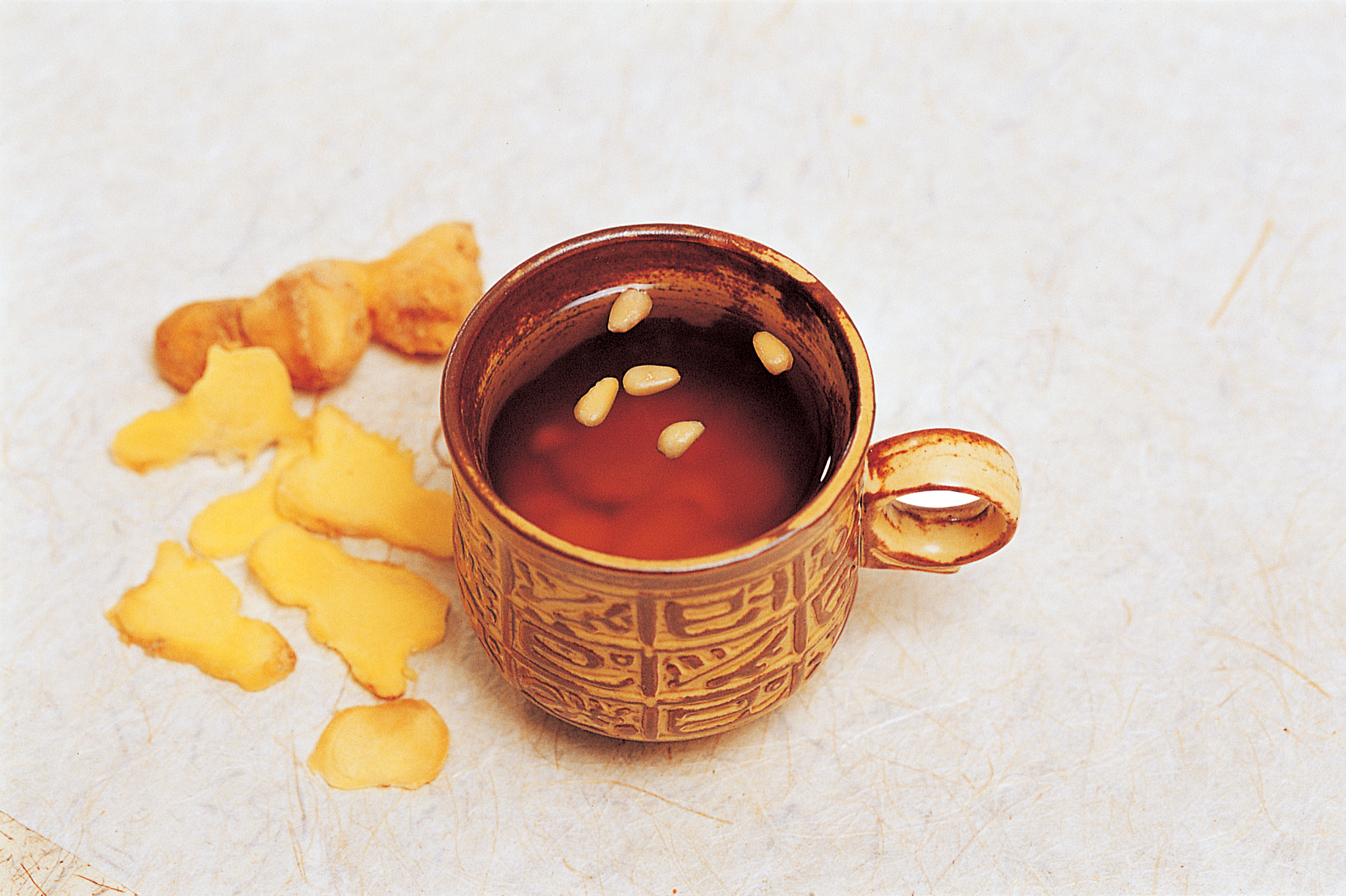
생강차

생강차(生姜茶)는 향신료로 쓰이는 생강으로 만드는 차이다. 생강은 얇게 저미며, 몇 주 동안 벌꿀과 함께 저장한 후, 발효가 되면 꺼내 차로 만들어 먹는다. 생강은 보통 감기를 예방하고 소화를 도우며, 설사와 저체온증으로 인한 복통에 치료하는 효과가 있다. 위궤양을 가진 사람이 먹어서는 안된다.

## 같이 보기
- 진저 에일
- 마살라 차이